# 路氹歷史館

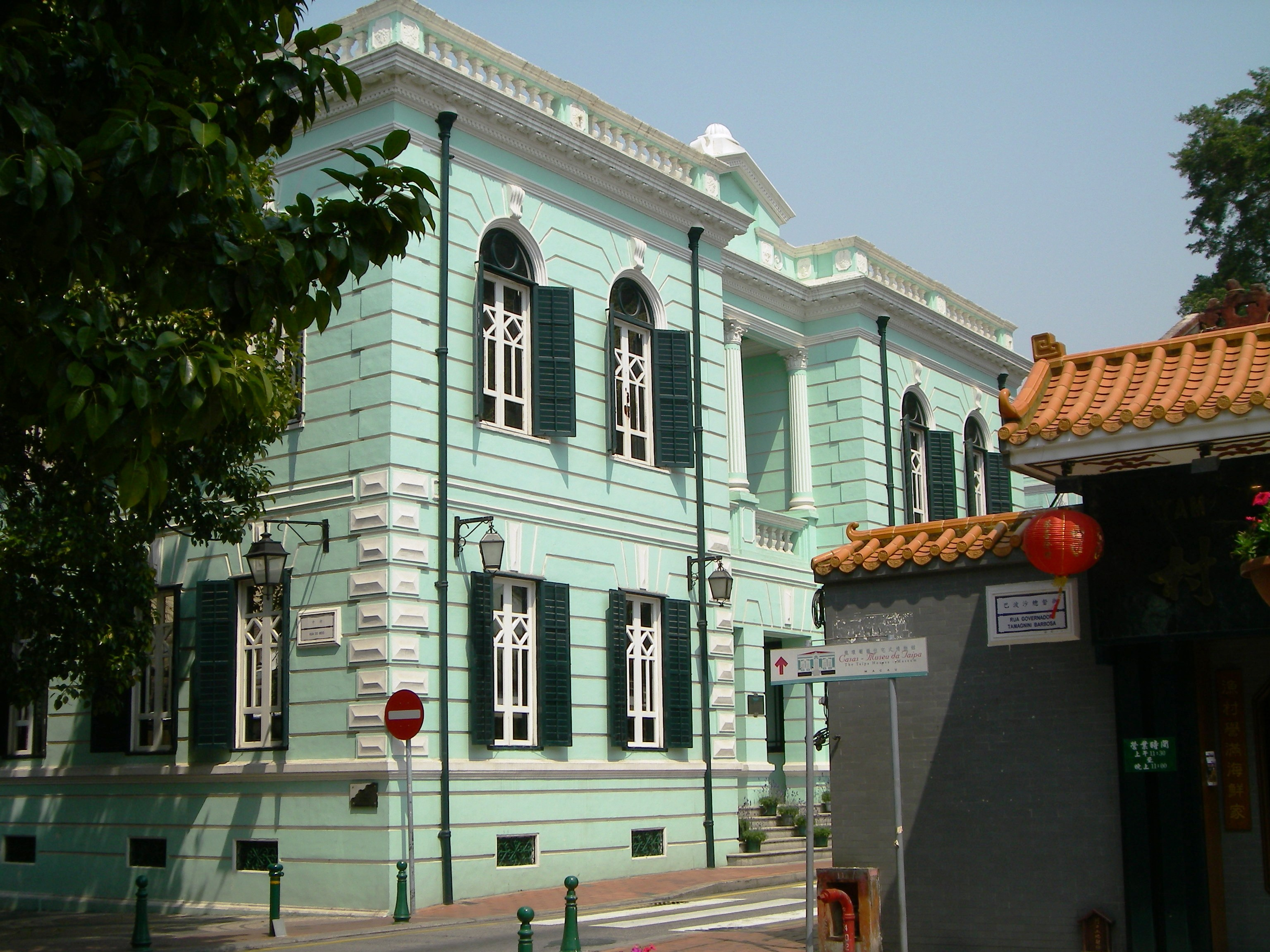
原海島市政廳：路氹歷史館的所在地

路氹歷史館（葡萄牙語：Museu da História da Taipa e Coloane）位於澳門氹仔舊城區告利雅施利華街，前身為海島市政廳大樓。樓高兩層，佔地638平方米，始建於1920年。經澳門民政總署改建，於2006年5月7日對外開放。

## 歷史
19年時熹澳葡政府登出憲報，公佈「工程公所佈告招人承建氹仔新公署工程」，將一座建築物拆掉後建為新公署，並約於1921年落成；之後曾被用作海島市議事公局和海島市市政廳的辦公處，所以又被俗稱為“衙門”。1992年，澳門政府頒布法令公署列為澳門文物名錄中的具建築藝術價值之建築物名單。及至澳門回歸後改為臨時海島市政局的辦事處，後來民政總署取代臨時海島市政局，有關當局即計劃將大樓重修，又於2004年至2005年間，在館內進行考古發掘，並發現建築物的石結構、水渠等遺物。及後民政總署花費超過八百萬澳門元把公署改建為現今的路氹歷史館。並於2006年5月7日由當時的民政總署管理委員會主席劉仕堯揭幕啟用。

## 設施
路氹歷史館具有20世紀建築風格，屬新古典建築，有羅馬式的三角形楣飾。總體面積只有638平方米，主樓梯左右兩側設有辦公室。副樓建築下層設有典雅連續拱廊，連續拱圈是羅馬建築的風格特色。

### 1樓
主要透過路環出土文物、地下室石結構遺址、離島村落與宗教文化等文獻及實物。
- 第1、2展室：“路氹考古”展區：展示1972至1985年出土的珍貴文物和在氹仔進行考古發掘的「氹仔前海島市政廳地下室石結構遺址」及文物。[3]
- 第3展室：
  - “路氹地域變遷”專題展區：透過古籍和地圖呈現路氹地域變化。
  - “路氹村落變化”專題展區：介紹路氹村落村民生活面貌和生活用具。[4]
- 第4展室：“路氹宗教”展區：反映路氹居民的宗教生活。[5]
- 第5展室：“光影迴廊”放映室，定期更換播放路氹主題紀錄片，舉辦課程、專題講座或作特展之用。[6]

### 2樓
2樓為昔日長官的辦公室、會客室、會議室等，現為被用作介紹前海島市政廳歷史、農業及部分手工業概況、路氹建築特色和路氹近年發展的方向。
- 第6展室：“海島市政廳”展區：保留過往海島市政廳會議室之擺設及介紹海島市政廳發展歷程。[7]
- 第7展室：“路氹經濟－農業、捕漁業”展區：展覽不同的工作器具，包括農具、蝦醬石磨、鑿蠔器具等。[8]
- 第8展室：“路氹經濟－炮竹業、造船業”專題展區：介紹傳統爆竹手工業流程和浮船骨模型的內部結構與精湛的技術。[9]
- 第9展室：
  - “路氹建築特色”展室：表現路氹過去建築藝術以至大型基建的發展狀況。
  - “路氹的發展”展室：總結路氹現代化發展的成就和路氹城市綠化與自然環境的保護工作。[10]

## 標誌
標誌由陳秀燕設計，是民政總署在2006年初為博物館標誌舉行的設計比賽中從170件作品裡所挑選。

## 考古

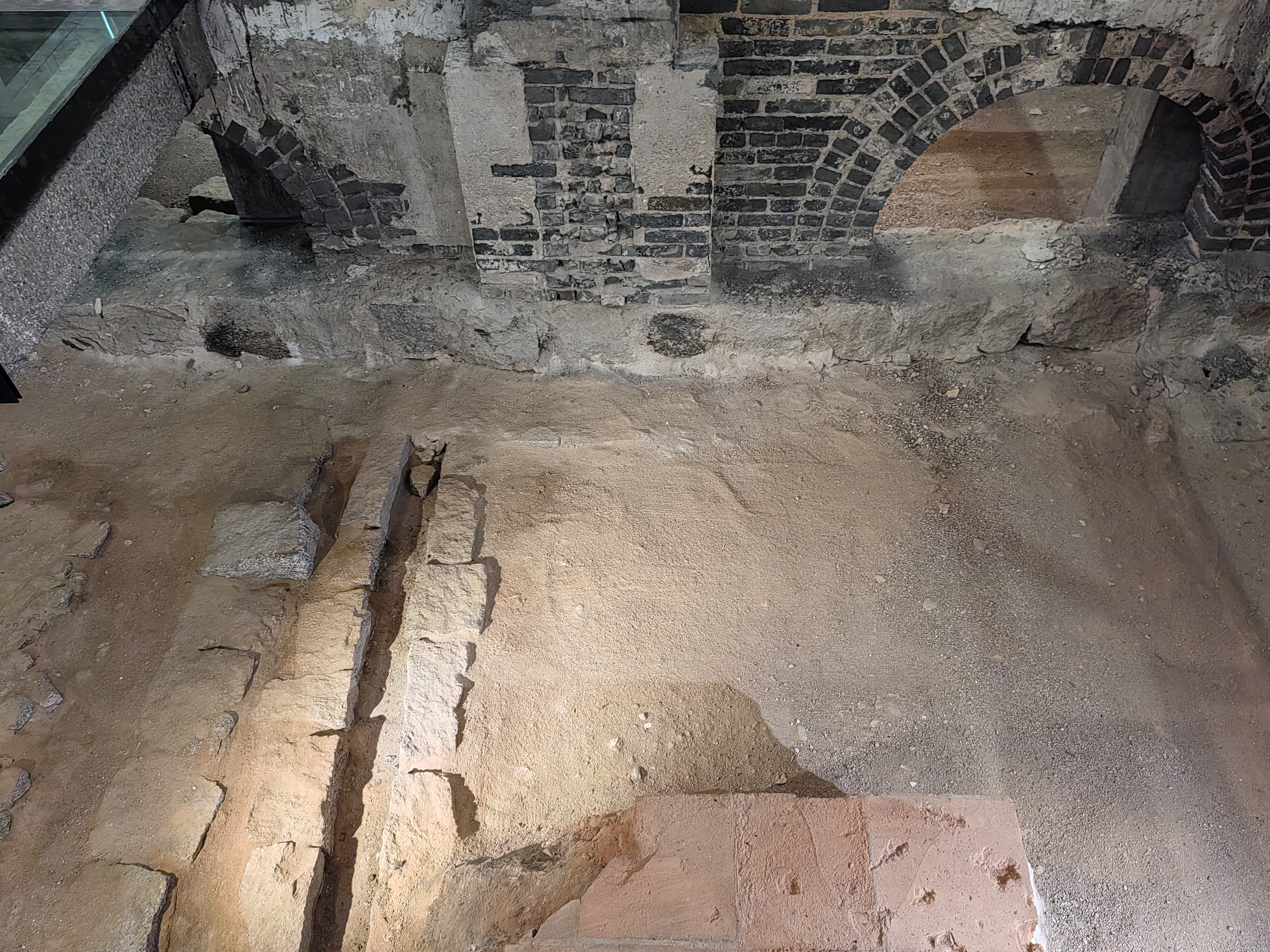
氹仔村早期的歷史遺蹟

第二展室展示首次在氹仔進行考古發掘的“氹仔前海島市政廳地下室石結構遺址”及文物，有近百年歷史，是澳門考古史以來首次完全由澳門人主持的考古發掘，亦為澳門特別行政區成立後首次考古發掘。

## 基本資料

### 開放時間
- 星期二至日：10:00-18:00
- 星期一：休館

### 入場費
- 免費入場